# Ferrovia Lercara-Filaga-Magazzolo
La ferrovia Lercara–Filaga–Magazzolo con la diramazione Filaga–Palazzo Adriano, era una ferrovia a scartamento ridotto della Sicilia, delle Ferrovie dello Stato, esercita con varie tratte a cremagliera; collegava alla Stazione di Lercara Bassa, sulla ferrovia Palermo-Agrigento, i vari paesi dell'interno delle provincie di Palermo e Agrigento. La linea era denominata ferrovia delle Caldare per la sua funzione di disimpegno delle miniere solfifere di Lercara Friddi e proseguiva attraverso le province di Palermo ed Agrigento, in un territorio molto accidentato, ma abbastanza popolato, per raccordarsi poi alla linea costiera Castelvetrano-Porto Empedocle, in una località del comune di Calamonaci posta a pochi chilometri da Ribera, denominata Magazzolo dall'omonimo fiume che scorreva accanto alla linea ferroviaria, che con la sua vocazione agricola avrebbe assicurato un certo traffico alla ferrovia. Per tutti i centri abitati interessati (Lercara Friddi, Prizzi, Palazzo Adriano, Santo Stefano Quisquina, Bivona, Alessandria della Rocca, Cianciana) la viabilità ordinaria era gravemente insufficiente, e la ferrovia nacque anche per sopperire a questa deficienza e togliere questi paesi dall’isolamento.

## Storia
La ferrovia venne progettata allo scopo di permettere il trasporto del minerale e lo spostamento dei minatori pendolari che dalle varie località si dovevano recare al lavoro nelle varie miniere di zolfo disseminate nel territorio dei comuni circostanti del bacino di Lercara Friddi e di Cianciana. Nella zona di Lercara e Cianciana, all'epoca in cui la linea era in attività, il paesaggio era caratterizzato dalle tracce di attività estrattiva.
Fu però in ritardo e solo nel 1912 che ebbe inizio la costruzione, in economia e a scartamento ridotto come il resto delle linee interne siciliane, a cura delle Ferrovie dello Stato. Il primo tronco aperto fu quello al servizio delle miniere di zolfo, da Lercara Bassa a Lercara Alta, di km. 3+509, aperto il 20 dicembre 1912 con tre coppie di treni misti, la cui trazione era assicurata dalle vaporiere R370, che sarebbero state le uniche macchine in servizio su questa linea fino alla chiusura.

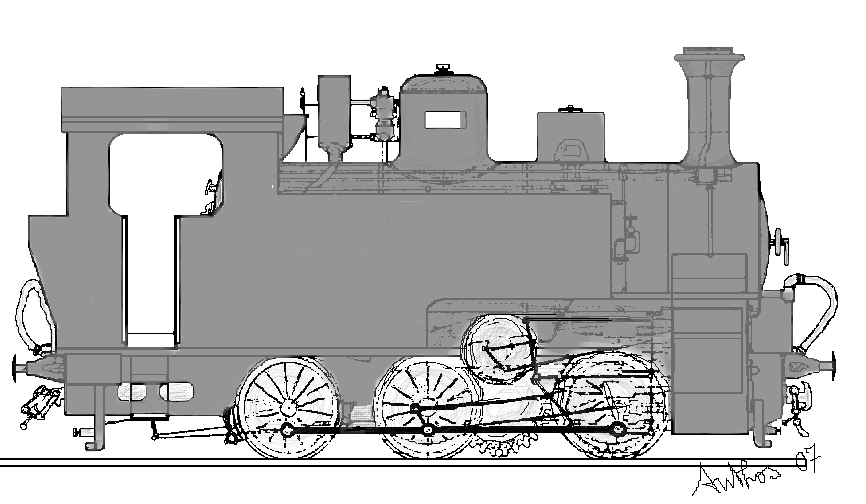
Disegno di una locomotiva a vapore R.370 in servizio sulla linea

Il tratto da Lercara Friddi a Filaga entrò in esercizio il 12 settembre 1914, ma occorreranno molti anni per completarla, a causa della prima guerra mondiale e della marginalità della linea; allo scopo di venire incontro alle richieste degli abitanti del grosso centro di Prizzi e del vicino centro Palazzo Adriano venne costruito anche un breve tronco diramato dalla stazione di Filaga, denominata di conseguenza Bivio Filaga, che richiese la costruzione del più lungo tratto a cremagliera, di circa 5 km..
I lavori di realizzazione della linea proseguirono nel dopoguera; il 10 maggio 1921 venne completata la tratta Filaga-Contuberna, il 3 dicembre 1921 la tratta Magazzolo-Cianciana, il 15 luglio 1922 la tratta Cianciana-Alessandria della Rocca, l'11 novembre 1923 Contuberna-Bivona e finalmente il 1º settembre 1924 i lavori di costruzione terminarono con l'attivazione del tratto centrale tra Bivona e Alessandria della Rocca che realizzò il congiungimento con la linea costiera Castelvetrano–Porto Empedocle.
Per il servizio sulla linea vennero adoperate le locomotive a vapore del gruppo R.370, dotate di un particolare meccanismo a dentiera, atte al servizio sulle linee a cremagliera. Le automotrici RALn 60 non vi fecero mai servizio, nonostante al capolinea di Magazzolo fermassero quelle in transito sulla Castelvetrano-Porto Empedocle.  Nel 1955 furono effettuate corse di prova con automotrici RALn 60 bimotoriche, con risultati deludenti.
Dagli anni cinquanta la linea iniziò ad essere snobbata a favore dell’autoservizio, che consentiva viaggi più agevoli. Il deficit di gestione per le Ferrovie dello Stato era eccessivo, e così il D.M. 16 gennaio 1959, n. 3041 dispose la chiusura all'esercizio dell'intera linea, compresa la diramazione per Palazzo Adriano; il servizio ferroviario venne soppresso il 5 ottobre 1959 ma venne mantenuto per qualche tempo il servizio viaggiatori da Cianciana a Magazzolo con materiale rotabile proveniente dalla linea Castelvetrano - Porto Empedocle - Agrigento C.le, per permettere agli agricoltori di raggiungere i loro campi coltivati e trasportare i prodotti, in una situazione di totale assenza di viabilità stradale, fino alla data della soppressione del tronco. La linea venne infine soppressa con decreto del Presidente della Repubblica l'11 dicembre del 1961.
Venne istituito un autoservizio sostitutivo delle Ferrovie dello Stato sulle relazioni Lercara Bassa-Cianciana e Filaga-Palazzo Adriano, con un costo di esercizio annuo stabilito in 23,74 milioni di lire.

### Date di inaugurazione delle tratte

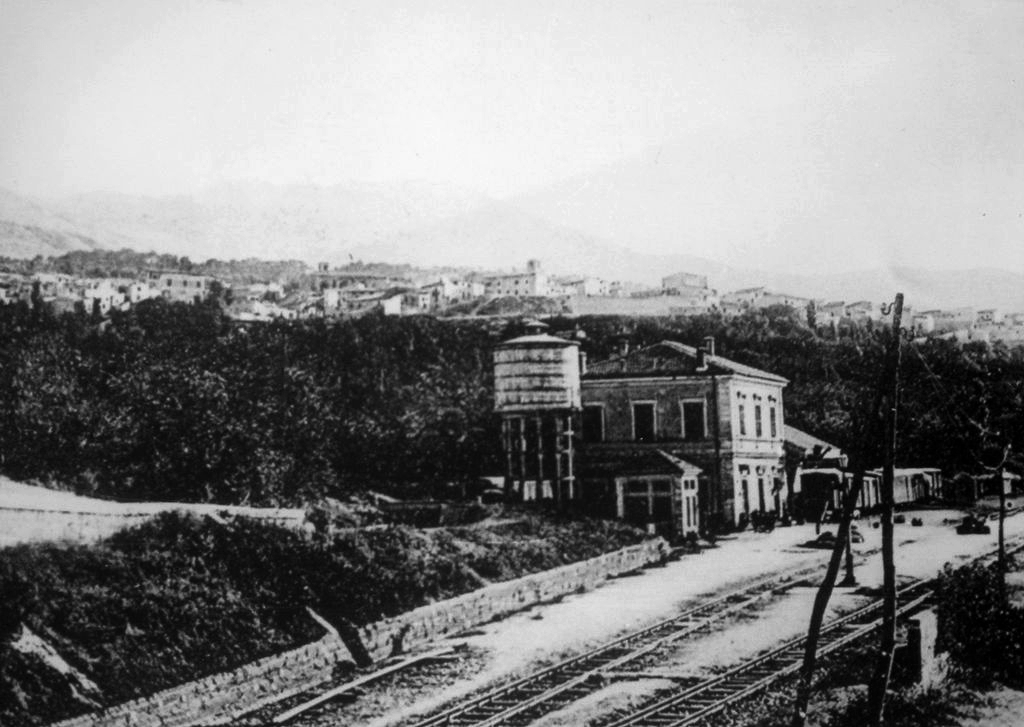
Stazione di Bivona in una foto d'epoca

Linea principale Lercara Bassa-Bivio Filaga-Bivio Greci (Magazzolo) di 67,471 km:
| Tratta                            | Inaugurazione     |
| --------------------------------- | ----------------- |
| Lercara Bassa–Lercara Alta        | 20 dicembre 1912  |
| Lercara Alta–Filaga               | 12 settembre 1914 |
| Filaga–Contuberna                 | 10 maggio 1921    |
| Contuberna–Bivona                 | 11 novembre 1923  |
| Bivona–Alessandria della Rocca    | 1º settembre 1924 |
| Alessandria della Rocca–Cianciana | 15 luglio 1922    |
| Cianciana–Magazzolo               | 3 dicembre 1921   |

Diramazione Filaga–Palazzo Adriano di 13,748 km:
| Tratta                 | Inaugurazione  |
| ---------------------- | -------------- |
| Filaga–Prizzi          | 16 marzo 1918  |
| Prizzi–Palazzo Adriano | 21 agosto 1920 |

## Caratteristiche
La linea era armata con rotaie Vignoles da 27 kg/m montate su traversine di legno distanti 0,82 m l'una dall'altra. Tale tipo di costruzione, molto in economia, permetteva solo basse velocità di linea non superiori a 30 km/h per i treni a vapore e a 45 km/h per le automotrici nei tratti ad aderenza naturale, e presentava ben nove tratti a cremagliera per complessivi 19,90 km: dal km 0,128 al km 2,308; dal km 13,145 al km 14,656; dal km 29,784 al km 33,283; dal km 36,057 al km 39,509; dal km 39,958 al km 41,412; dal km 45,940 al km 48,197; dal km 54,125 al km 56,334; dal km 57,382 al km 58,397; dal km 61,170 al km 62,982; nei tratti a cremagliera questa, del tipo Strub da 44 kg/m, era montata al centro del binario fissata alle stesse traversine montate a distanza inferiore. I tratti a cremagliera, che avevano una lunghezza complessiva di 21 km, permettevano alla linea di inerpicarsi fino a quote di 900 m di altitudine sul livello del mare..
La circolazione dei treni venne regolata con il sistema economico a Dirigenza Unica con due sedi: a Lercara Alta per la sezione Lercara Bassa–Palazzo Adriano e a Magazzolo per la sezione Filaga-Magazzolo. Non venne mai fatto alcun ammodernamento degli impianti fino alla chiusura.

## Percorso
| Unknown route-map component "exCONTg" |

| Unknown route-map component "exBHF" |

|  | Unknown route-map component "exABZgl" | Unknown route-map component "exCONTfq" |

| Unknown route-map component "exSTR" |

| Unknown route-map component "exSTR" |

| Unknown route-map component "exBHF" |

| Unknown route-map component "exHST" |

| Unknown route-map component "exHST" |

| Unknown route-map component "exSTR" |

| Unknown route-map component "exSTR" |

| Unknown route-map component "exhSTRae" |

| Unknown route-map component "exBHF" |

| Unknown route-map component "exCONTgq" | Unknown route-map component "exABZgr" |  |

| Unknown route-map component "exTUNNEL1" |

| Unknown route-map component "exHST" |

| Unknown route-map component "exSTR" |

| Unknown route-map component "exTUNNEL1" |

| Unknown route-map component "exSTR" |

| Unknown route-map component "exTUNNEL1" |

| Unknown route-map component "exSTR" |

| Unknown route-map component "exBHF" |

| Unknown route-map component "exSTR" |

| Unknown route-map component "exHST" |

| Unknown route-map component "exSTR" |

| Unknown route-map component "exBHF" |

| Unknown route-map component "exSTR" |

| Unknown route-map component "exSTR" |

| Unknown route-map component "exhSTRae" |

| Unknown route-map component "exSTR" |

| Unknown route-map component "exSTR" |

| Unknown route-map component "exBHF" |

| Unknown route-map component "exTUNNEL1" |

| Unknown route-map component "exhSTRae" |

| Unknown route-map component "exBHF" |

| Unknown route-map component "exSTR" |

| Unknown route-map component "exSTR" |

| Unknown route-map component "exSTR" |

| Unknown route-map component "exSTR" |

| Unknown route-map component "exHST" |

| Unknown route-map component "exSTR" |

| Unknown route-map component "exSTR" |

| Unknown route-map component "exHST" |

|  | Unknown route-map component "exABZg+l" | Unknown route-map component "exCONTfq" |

| Unknown route-map component "exBHF" |

| Unknown route-map component "exCONTf" |

| Unknown route-map component "exCONTg" |

| Unknown route-map component "exBHF" |

|  | Unknown route-map component "exABZgl" | Unknown route-map component "exCONTfq" |

| Unknown route-map component "exSTR" |

| Unknown route-map component "exBHF" |

| Unknown route-map component "exSTR" |

| Unknown route-map component "exhKRZWae" |

| Unknown route-map component "exHST" |

| Unknown route-map component "exhSTRae" |

| Unknown route-map component "exTUNNEL2" |

| Unknown route-map component "exTUNNEL2" |

| Unknown route-map component "exKBHFe" |

La linea aveva origine dal piazzale della stazione di Lercara Bassa della linea Palermo-Agrigento, che all'inizio aveva il nome di stazione di Lercara e venne cambiato in Lercara Bassa proprio dopo l'entrata in funzione della linea e quindi della stazione vera e propria di Lercara Friddi che venne denominata Lercara Alta. 

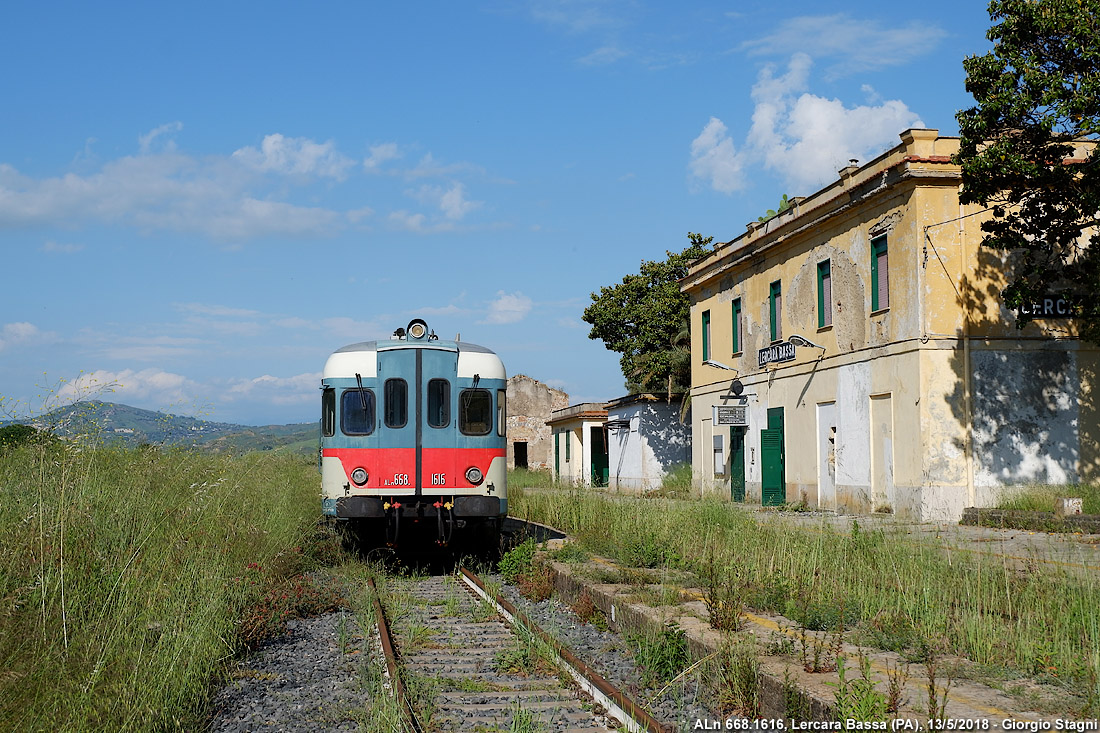
La stazione di Lercara Bassa da cui partiva la linea

La linea correva inizialmente affiancata alla ferrovia a scartamento ordinario Palermo–Agrigento per poi curvare ad ovest e prendeva quota mediante il tratto a cremagliera del tipo Strub affrontando una lunga salita con ascesa del 75‰, che permetteva una velocità massima di 12 km/h correndo limitrofa ad alcune solfare, giungendo a Lercara Friddi, da dove proseguiva e giungendo a Filaga, stazione dotata di un grande deposito e oggi recuperata ad altri usi, e dalla quale si diramava il tronco per Prizzi e Palazzo Adriano.
Da Filaga la linea discendendo continuava la marcia in una vallata che si restringeva sempre più fino a Portella Mola e proseguendo, dopo una galleria costeggiava il lago Piano del Leone, salendo all'importante sella dove era situata la fermata della cantoniera di Contuberna, il punto più alto della rete a scartamento ridotto della Sicilia, posta in località talmente isolata che si potranno contare senza fatica i viaggiatori che la hanno realmente utilizzata nel corso degli anni.
Dopo Contuberna la linea iniziava una precipitosa discesa, armata a cremagliera, con vista dall'alto su Santo Stefano Quisquina, la cui stazione, come altre dei paesi successivi era abbastanza lontana dai centri abitati, a causa delle asperità morfologiche del terreno che imposero alla linea ferrata di discendere a mezza costa per non superare anche la pendenza del 75‰ pendenza massima che poteva essere affrontata dalla cremagliera. 

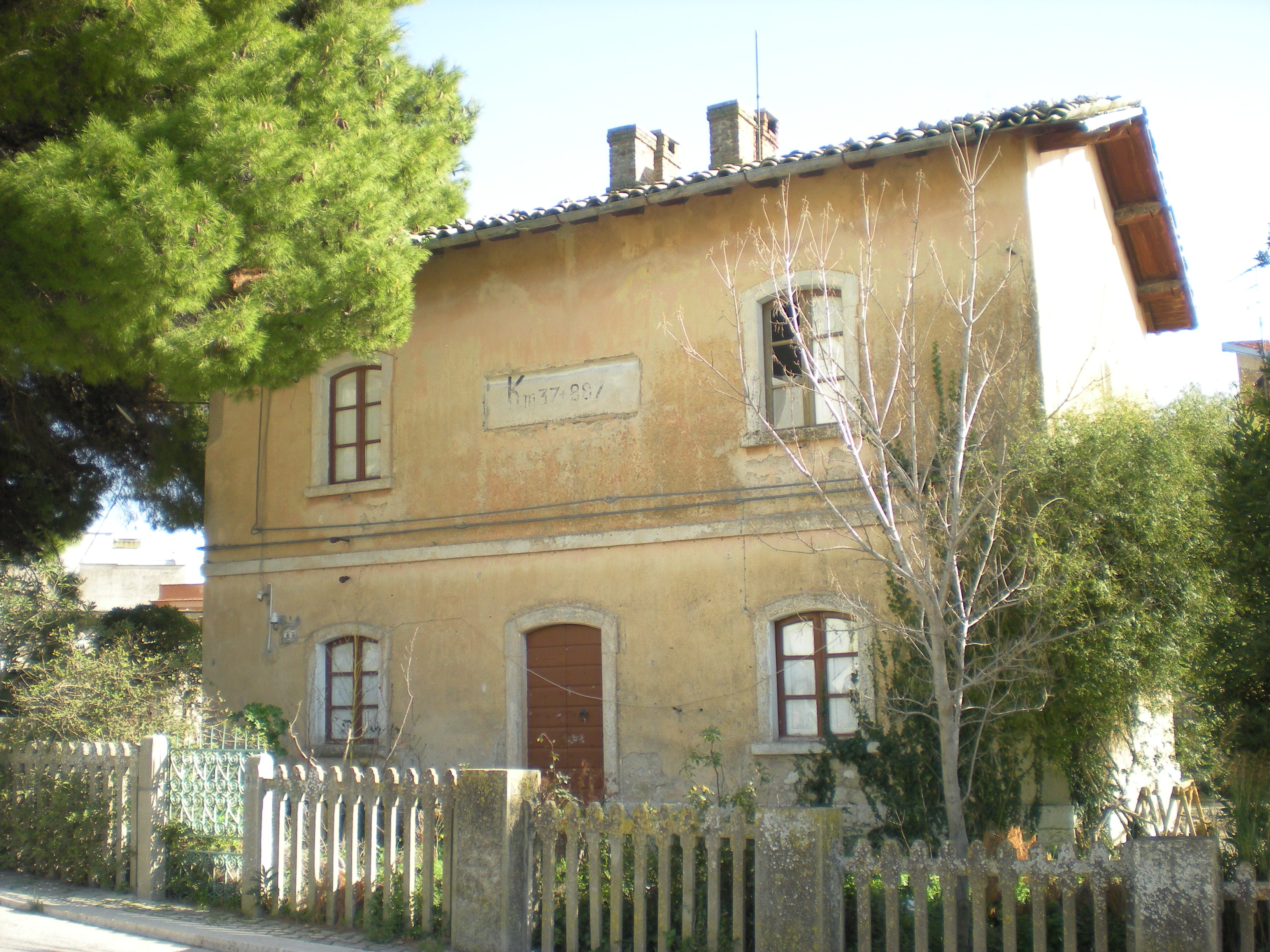
Il casello ferroviario di Antinori al km.37+887 della linea presso Bivona

Da Santo Stefano di Quisquina la linea raggiungeva Bivona, stazione posta talmente lontana dal paese che i viaggiatori preferivano, con l'accondiscendenza del personale FS, utilizzare la cantoniera di Antinori al km 37+887 come fermata per il centro abitato. Bivona era importante per i termini dell'esercizio ferroviario con il suo piazzale che aveva ben 4 binari, di cui due per il traffico viaggiatori rimessa locomotive, piattaforma girevole e una massiccia torre dell'acqua adiacente al fabbricato,che riforniva le locomotive a vapore e provvedeva ai servizi idrici di stazione.
Dopo Bivona la linea risaliva fino a 500 metri di altitudine, sovrappassando il bacino del Platani e del Magazzolo, con un viadotto a otto luci da 10 m ciascuna, sino a raggiungere Alessandria della Rocca, importante centro agricolo.
Da Alessandria della Rocca il tracciato era molto agevole, anche se necessitava di alcune gallerie e alcuni viadotti, fra cui il più importante quello del vallone Belle Calde e raggiungeva la stazione di Cianciana, posta anche questa distante dal centro urbano, ma posizionata a ridosso delle zolfare denominate "Falconera" e dallo spiazzale della stazione si poteva godeva dello spettacolo dato dall'attività della miniera posta a valle.
Da Cianciana la linea proseguiva per il capolinea di Magazzolo, affrontando, subito dopo la partenza, una forte discesa armata a cremagliera e si ricorda che nel tratto tra Cianciana e Magazzolo i viaggiatori scendevano a raccogliere la verdura ed altro per poi risalire sul treno; la linea, dopo avere attraversato il viadotto "Ponte passo di Sciacca", raggiungeva la vallata del fiume Magazzolo, in mezzo a fertili campagne oggi coltivate ad agrumeto.
La sede ferroviaria oggi è rintracciabile solo a tratti, spesso come strada campestre e sono frequenti i tratti inclusi nei campi coltivati o divenuti strade locali. Il tratto Cianciana-Magazzolo è stato interamente trasformato in strada provinciale ed è l'unica strada carrabile, anche se in pessime condizioni, chee collega i centri urbani di Alessandria e Cianciana a quello di Ribera. I fabbricati di servizio sono generalmente abbandonati e spesso diroccati.

### Diramazione Filaga-Palazzo Adriano

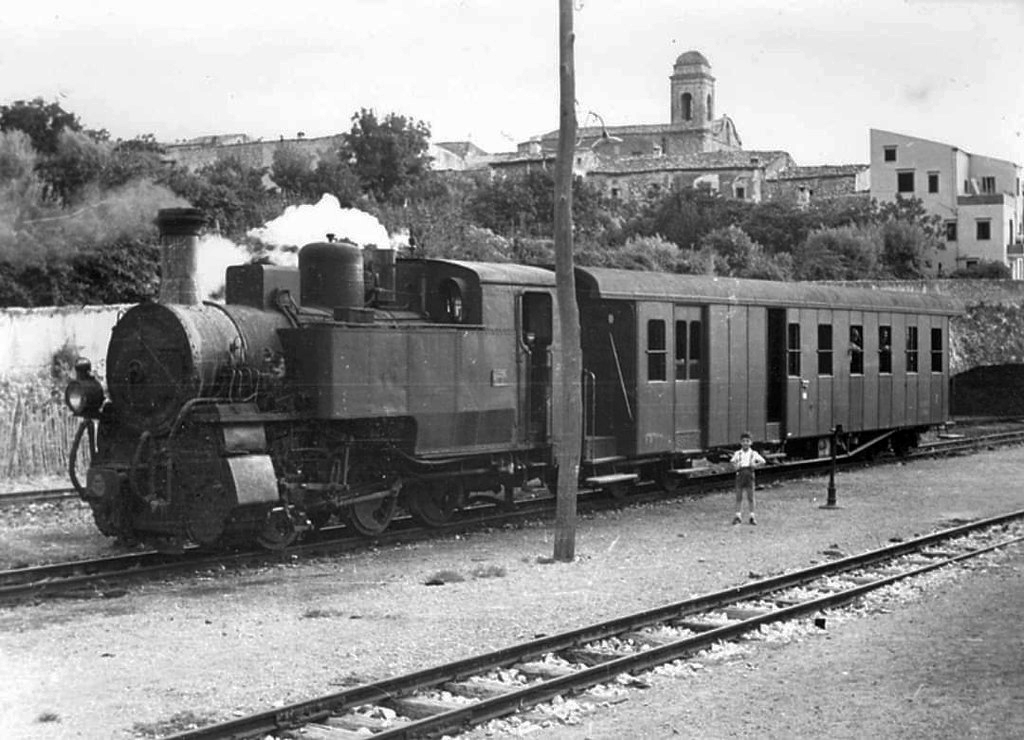
Locomotiva R.370 alla stazione di Palazzo Adriano

La diramazione di 13,75 km per Prizzi e Palazzo Adriano attivata il 16 marzo 1918 fino a Prizzi, vide attivata l'intera tratta fino a Palazzo Adriano il 21 agosto 1920. La diramazione della linea aveva un lungo tratto a cremagliera di 4,159 km tra il km. 4,852 e il km 9,011 nella valle del Sosio.
La linea da Filaga si diramava con il tronco per Prizzi, importante centro posto a 1000 m s.l.m. con la stazione posta lievemente a valle e proseguendo scendeva con il tratto a cremagliera più lungo della rete siciliana fino al fiume ed alla fermata Sosio, per innalzarsi successivamente sul fianco della montagna con un tracciato, ancora oggi percorribile in auto, e dopo avere attraversato alcuni viadotti e alcune galleria raggiungeva a Palazzo Adriano, colonia albanese, che a causa dell’isolamento, presenta oggi delle caratteristiche ambientali ed urbanistiche che rendono questo centro molto interessante.
Lungo tale diramazione vi erano quattro viadotti principali, due gallerie e 64 opere d'arte minori. Erano presenti inoltre otto case cantoniere, sette doppie e una semplice e vi era, infine anche una garetta.
La sede ferroviaria è facilmente rintracciabile per lunghi tratti come strada campestre, anche se a tratti si perde nei campi coltivati. All'interno dell'abitato di Prizzi le tracce hanno minore visibilità. 
Generalmente in buono stato i viadotti e le gallerie una delle quali trasformata in fungaia.
I fabbricati di servizio sono abbandonati e spesso fatiscenti, tranne quelli di Filaga, recentemente ristrutturati e destinati ad altri usi.

## Rotabili
Il parco mezzi di trazione era costituito da
- Locomotive a vapore R.370[17]